# Paraclinus spectator
Paraclinus spectator is een straalvinnige vissensoort uit de familie van slijmvissen (Labrisomidae). De wetenschappelijke naam van de soort is voor het eerst geldig gepubliceerd in 2002 door Guimarães & Bacellar.